# Герберт Куппіш
Герберт Отто Куппіш (нім. Herbert Otto Kuppisch; 10 грудня 1909, Гамбург — 27 серпня 1943, Саргасове море) — німецький офіцер-підводник, капітан-лейтенант крігсмаріне. Кавалер Лицарського хреста Залізного хреста.

## Біографія
1 квітня 1933 року вступив на флот. З 4 лютого 1939 по 30 червня 1940 року командував підводним човном U-58, на якому зробив 8 походів (провівши в морі в цілому 130 днів). З 10 серпня 1940 року командир U-94, на якому зробив 5 походів (провівши в плаванні 178 днів). 29 серпня 1941 року переведений у штаб командувача підводного флоту, а в грудні 1942 року — в ОКМ. 24—30 червня 1943 року командував U-516. З 1 липня 1943 року — командир U-847 (Тип IX-D2). 29 липня вивів човен у перший похід, а 27 серпня 1943 року він був потоплений торпедою бомбардувальника «Евенджер» з ескортного авіаносця ВМС США «Кард». Усі 62 члени екіпажу загинули.
Всього за час бойових дій потопив 16 кораблів загальною водотоннажністю 82 108 тонн.
| Дата           | Назва корабля        | Тип                    | Тоннаж | Вантаж                                                                                                 | Екіпаж | Загинули | Країна             | Конвой |
| -------------- | -------------------- | ---------------------- | ------ | --- | ------ | -------- | ------------------ | ------ |
| 1 січня 1940   | Lars Magnus Trozelli | Торговий пароплав      | 1,951  | Баласт                                                                                                 | 22     | 7        | Швеція             |        |
| 3 січня 1940   | Svartön              | Торговий пароплав      | 2,475  | Залізна руда                                                                                           | 31     | 20       | Швеція             | HN-6   |
| 3 лютого 1940  | Reet                 | Торговий пароплав      | 815    | | 18     | 18       | Естонія            |        |
| 1 червня 1940  | HMS Astronomer       | Судно постановки сітей | 8,401  | 3000 тонн військово-морських товарів                                                                   | 105    | 4        | Британська імперія |        |
| 2 грудня 1940  | Stirlingshire        | Торговий теплохід      | 6,022  | 3270 тонн цукру, 2000 тонн свинцю, 1900 тонн морожених продуктів та 460 тонн генеральних вантажів      | 74     | 0        | Британська імперія | HX-90  |
| 2 грудня 1940  | Wilhelmina           | Торговий пароплав      | 6,725  | 2612 тонн генеральних вантажів, 2303 тонни риби та 1450 тонн деревної маси                             | 39     | 5        | Британська імперія | HX-90  |
| 11 грудня 1940 | Empire Statesman     | Торговий теплохід      | 5,306  | Залізна руда                                                                                           | 32     | 32       | Британська імперія | SLS-56 |
| 20 січня 1941  | Florian              | Торговий пароплав      | 3,174  | Баласт                                                                                                 | 44     | 44       | Британська імперія |        |
| 29 січня 1941  | West Wales           | Торговий пароплав      | 4,353  | 7147 тонн сталі                                                                                        | 37     | 16       | Британська імперія | SC-19  |
| 30 січня 1941  | Rushpool             | Торговий пароплав      | 5,125  | 7714 тонн зерна                                                                                        | 40     | 0        | Британська імперія | SC-19  |
| 4 квітня 1941  | Harbledown           | Торговий пароплав      | 5,414  | 94157 бушелів пшениці                                                                                  | 41     | 17       | Британська імперія | SC-26  |
| 6 квітня 1941  | Lincoln Ellsworth    | Тепловий танкер        | 5,580  | Баласт                                                                                                 | 29     | 0        | Норвегія           |        |
| 7 травня 1941  | Ixion                | Торговий пароплав      | 10,263 | 2900 тонн генеральних вантажів, включаючи віскі та 900 мішків пошти                                    | 105    | 0        | Британська імперія | OB-318 |
| 7 травня 1941  | Eastern Star         | Торговий пароплав      | 5,658  | 240 тонн генеральних вантажів, 218 тонн нафталіну та 45 тонн крезилової кислоти та 16 літаків у ящиках | 40     | 0        | Норвегія           | OB-318 |
| 20 травня 1941 | Norman Monarch       | Торговий пароплав      | 4,718  | 8300 тонн пшениці                                                                                      | 48     | 0        | Британська імперія | HX-126 |
| 20 травня 1941 | John P. Pedersen     | Тепловий танкер        | 6,128  | 9100 тонн мазуту для Адміралтейства                                                                    | 38     | 22       | Норвегія           | HX-126 |

## Звання
- Кандидат в офіцери (1 квітня 1933)
- Фенріх-цур-зее (1 січня 1934)
- Оберфенріх-цур-зее (1 вересня 1935)
- Лейтенант-цур-зее (1 січня 1936)
- Оберлейтенант-цур-зее (1 жовтня 1939)
- Капітан-лейтенант (1 листопада 1939)

## Нагороди
- Медаль «За вислугу років у Вермахті» 4-го класу (4 роки; 4 жовтня 1937)
- Залізний хрест
  - 2-го класу (5 грудня 1939)
  - 1-го класу (4 травня 1940)
- Медаль «У пам'ять 1 жовтня 1938» (20 грудня 1939)
- Нагрудний знак підводника (4 травня 1940)
- Лицарський хрест Залізного хреста (14 травня 1941)
- Двічі відзначений у Вермахтберіхт (18 червня 1940 і 9 травня 1941)